# Calgary
Calgary és la ciutat més gran de la província d'Alberta, Canadà. Se situa a una regió de pujols i altiplanícies, a aproximadament 80 km a l'est de les muntanyes Rocoses. És la cinquena ciutat del Canadà en termes de població; segons el cens d'abril de 2006 tenia 991.759 habitants.
El nom prové del d'una platja situada a l'illa de Mull, a Escòcia. És una destinació molt coneguda pels esports d'hivern i l'ecoturisme: prop de la ciutat hi ha una gran quantitat d'importants llocs de vacances. L'economia de Calgary se centra sobretot en la indústria petroliera, encara que l'agricultura, el turisme i l'alta tecnologia també contribuïxen al ràpid desenvolupament econòmic de la ciutat.
Calgary és l'amfitriona de diversos festivals anuals, com la Calgary Stampede, el Folk Music Festival, el Lilac Festival, el GlobalFest i el segon festival de cultura caribenya en importància del país, el Carifest. El 1988, Calgary es va convertir en la primera ciutat canadenca a acollir uns Jocs Olímpics d'Hivern.